# Cercle de Borgonya

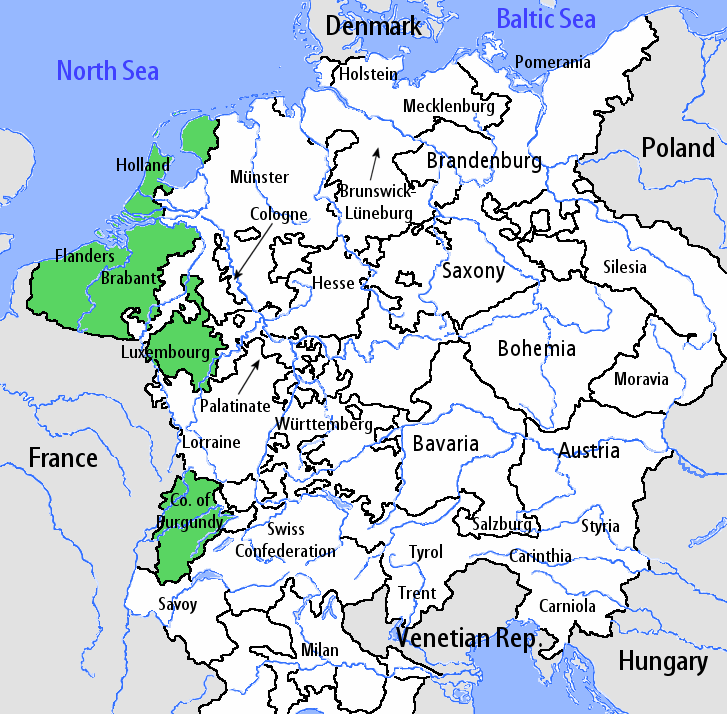
Mapa del Cercle Imperial amb la circumscripció de Borgonya en verd, el 1512

Expansió territorial francesa. L'època de Lluís XIV està en color taronja

El Cercle de Borgonya (en alemany: Burgundischer Reichskreis) era un dels deu cercles del Cercle Imperial en els quals Maximilià I va dividir el Sacre Imperi Romanogermànic el 1512.
Comprenia essencialment els territoris que havia heretat de la Casa de Borgonya a l'oest de l'Imperi i que havien estat part del Ducat de Borgonya juntament amb alguns altres petits senyorius. Una major cohesió del Cercle de Borgonya es va establir amb la Pragmàtica Sanció de 1549, per la qual només els territoris dels Països Baixos ("pays de par-deça"), van ser declarats una entitat territorial indivisible, les Disset Províncies, que s'heretaria pel mateix monarca (Senyor dels Països Baixos: Heer der Nederlanden).
La circumscripció constava de dues àrees considerablement separades, el Franc Comtat, al sud, i els Països Baixos, al nord, que comprenien els actuals Països Baixos, Bèlgica i Luxemburg, a excepció del Principat de Lieja que pertanyia al Cercle de Baixa Renània i Westfàlia.
Al segle xvii l'àrea de la circumscripció de Borgonya es va reduir notablement a causa de l'expansió francesa duta a terme per Lluís XIV i la independència dels Països Baixos del nord. El final del Cercle va arribar l'1 d'octubre de 1795 quan la Convenció Nacional Francesa va incorporar el territori a França i el 17 d'octubre de 1797, es va reconèixer l'annexió en el Tractat de Camp Formio, finalitzant així el Cercle de Borgonya.

## Composició
El cercle estava format pels següents estats:
| Nom               | Tipus d'entitat        | Comentaris                                                                        |
| ----------------- | ---------------------- | --------------------------------------------------------------------------------- |
| Disset Províncies |                        |                                                                                   |
| Artois            | Comtat                 | Cedit per França el 1493, i annexionat per França el 1659. Tractat dels Pirineus. |
| Brabant           | Ducat                  | Inclòs el marquesat d'Anvers.                                                     |
| Drenthe           | Comtat                 |                                                                                   |
| Flandes           | Comtat                 |                                                                                   |
| Frísia            | Senyoriu               |                                                                                   |
| Groningen         | Senyoriu               |                                                                                   |
| Gueldre           | Ducat                  |                                                                                   |
| Hainaut           | Comtat                 |                                                                                   |
| Holanda           | Comtat                 |                                                                                   |
| Limburg           | Ducat                  | Vinculat al Ducat de Brabant.                                                     |
| Luxemburg         | Ducat                  |                                                                                   |
| Malines           | Senyoriu               | Vinculat al Ducat de Brabant.                                                     |
| Namur             | Marquesat              |                                                                                   |
| Overijssel        | Senyoriu               |                                                                                   |
| Utrecht           | Senyoriu               |                                                                                   |
| Zelanda           | Comtat                 |                                                                                   |
| Zutphen           | Comtat                 | Vinculat al Ducat de Gelderland.                                                  |
| Franc Comtat      |                        |                                                                                   |
| Borgonya          | Comtat                 | Annexionat per França el 1678. Tractats de Nimega.                                |
| Besançon          | Ciutat Imperial Lliure | Annexionat per França el 1678. Tractats de Nimega.                                |